# Ommersheim
Ommersheim is een plaats in de Duitse gemeente Mandelbachtal, deelstaat Saarland, en telt 2474 inwoners (07.2005).

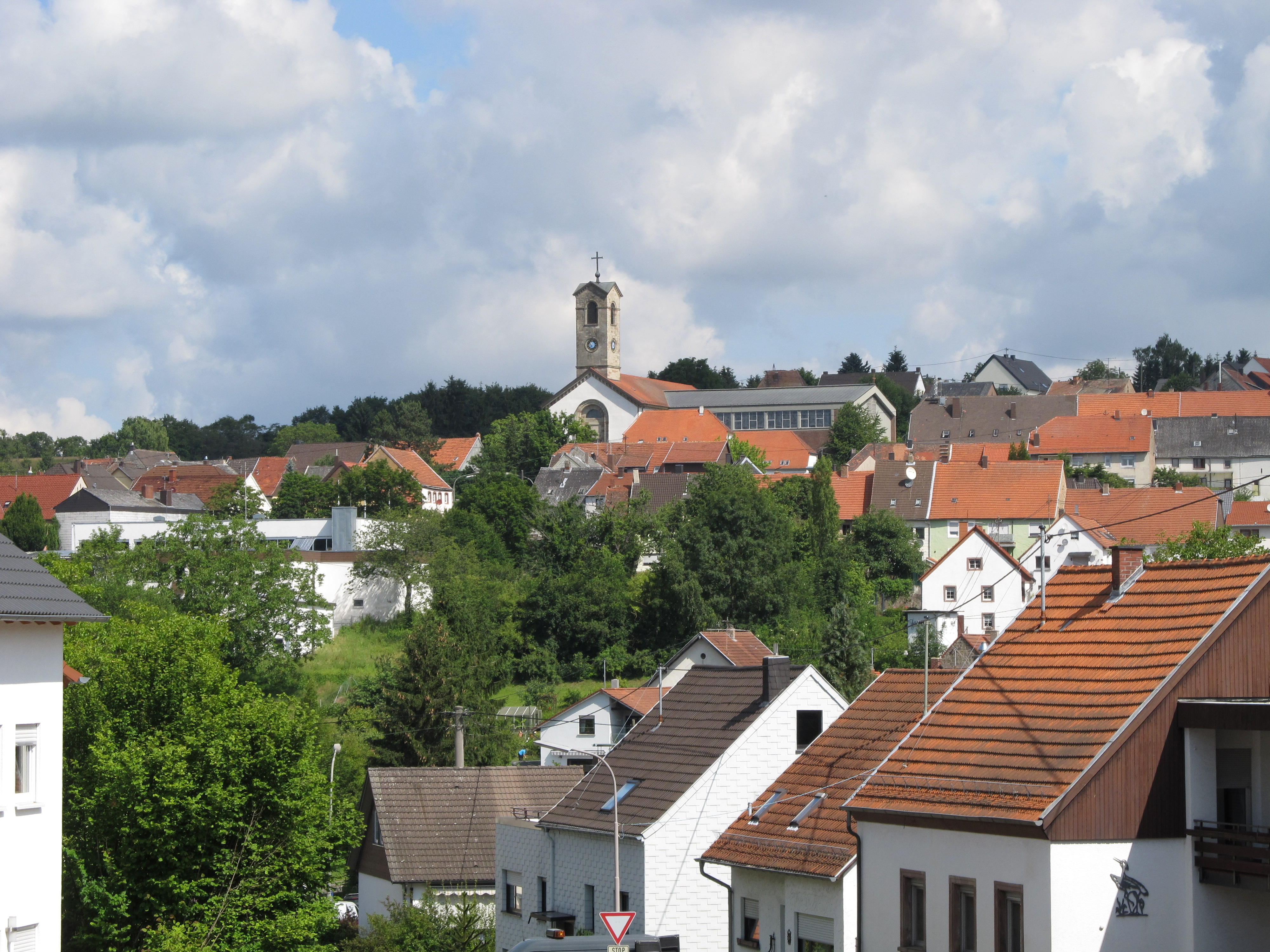